# پرچم اورگن
پرچم اورگن در ۱۵ آوریل ۱۹۲۵ پذیرفته شد.